# ميلين فاسيليف
ميلين فاسيليف (بالبلغارية: Милен Василев)‏ هو لاعب كرة قدم بلغاري في مركز نصف الجناح، ولد في 17 مايو 1988 في بوتفغراد في بلغاريا. لعب مع او في سي سليفن 2000 وبوتيف فراتسا وسلافيا صوفيا وليفسكي صوفيا.

## وصلات خارجية
- ميلين فاسيليف على موقع قاعدة بيانات كرة القدم.إي يو (الإنجليزية)
- ميلين فاسيليف على موقع Soccerway.com (الإنجليزية)